# Albany Symphony Orchestra
L'Albany Symphony Orchestra è un'orchestra sinfonica professionista con sede ad Albany, New York.

## Storia
Fondata nel 1930 come People's Orchestra of Albany dal direttore d'orchestra di origini italiane John Carabella, l'Albany Symphony è la più antica orchestra sinfonica professionista con sede nel distretto della capitale di New York. L'orchestra si esibisce ogni anno in luoghi di spettacolo come il Palace Theatre ad Albany e la Troy Savings Bank Music Hall a Troy. David Alan Miller è direttore musicale e direttore dell'orchestra dal 1992. Tra gli ex direttori musicali ci sono stati John Carabella, Rudolf Thomas, Ole Windingstad, Edgar Curtis, Julius Hegyi e Geoffrey Simon.
L'Albany Symphony ha celebrato il suo 75º anniversario durante la stagione 2005/2006, che comprendeva le apparizioni soliste del violoncellista Yo-Yo Ma, del bassista Edgar Meyer, della violinista Yura Lee, del baritono Nathan Myers, del violinista Colin Jacobsen, del pianista Joel Fan, del violinista Jonathan Gandelsman, della clarinettista Susan Martula, del pianista Findlay Cockrell, del percussionista Colin Currie, del flautista Paolo Bortolussi, del pianista Yefim Bronfman, della violinista Nadja Salerno-Sonnenberg e Frederic Lacroix. Sempre durante la stagione, l'Albany Symphony ha presentato diverse esecuzioni in prima mondiale di opere commissionate da compositori come Stephen Dankner, Michael Woods, Bun Ching Lam, Carolyn Yarnell e Michael Torke.
L'Albany Symphony si è esibita con una grande varietà di artisti ospiti, tra i quali il violinista Joshua Bell, che è stato presentato durante la 77ª stagione dell'orchestra in un concerto che comprendeva il Concerto per violino di Mendelssohn e selezioni di West Side Story. A partire dagli anni '80 l'Albany Symphony ha pubblicato più di 20 CD, comprendenti circa 60 opere, per New World Records, CRI, Albany Records, Argo, Naxos e London/Decca. L'Albany Symphony è unica nella sua missione di eseguire nuove opere di compositori moderni, permettendo così al pubblico di conoscere una nuova generazione di musica orchestrale. L'orchestra ha vinto il Grammy Award come Migliore Strumento Solista Classico nel 2014 per la registrazione di Conjurer - Concerto per percussionista e orchestra d'archi di John Corigliano, con la solista Evelyn Glennie, sull'etichetta Naxos.

## Direttori musicali
- John Carabella (1930-1938)
- Rudolph Thomas (1939-1944)
- Ole Windingstad (1945-1947)
- Edgar Curtis (1948-1954)
- Julius Hegyi (1965- 1988)
- Geoffrey Simon (1987- 1991)
- George Lloyd (1990-1991)
- David Alan Miller (1992–)[3]

## Discografia
- Peter Mennin. Albany Records 260

Peter Mennin: Concertato, "Moby Dick"
Peter Mennin: Symphony No. 5
Peter Mennin: Fantasia for String Orchestra
Peter Mennin: Symphony No. 6
- Morton Gould. Albany Records 300

Morton Gould: Show Piece for Orchestra
Morton Gould: Piano Concerto (Randall Hodgkinson, piano)
Morton Gould: StringMusic
- The Great American Ninth. Albany Records 350

Roy Harris: Memories of a Child's Sunday
Roy Harris: Symphony No. 9
Roy Harris: Symphony No. 8 (Alan Feinberg, piano)
- Brutal Reality. Albany Records 354

Richard Adams: Brutal Reality
Arthur Bloom: Life is Like a Box of Chocolates
Evan Chambers: Concerto for Fiddle, Violin and Orchestra (Jill Levy, violin;
Nollaig Casey, fiddle)
John Fitz Rogers: Verge
Kamran Ince: Fest for Chamber Ensemble and Orchestra
- John Harbison. Albany Records 390

John Harbison: The Most Often Used Chords
John Harbison: Symphony No. 3
John Harbison: Flute Concerto (Randolph Bowman, flute)
- Don Gillis. Albany Records 391

Don Gillis: Symphony "x" (The Big D)
Don Gillis: Shindig
Don Gillis: Encore Concerto (Alan Feinberg, piano)
Don Gillis: Symphony No. 5 - 1/2
- Benjamin Lees. Albany Records 441

Andrew Bishop: Crooning
Allen Shawn: Piano Concerto (Ursula Oppens, piano)
Paul Creston: Dance Overture
Benjamin Lees: Piano Concerto No. 2 (Ian Hobson, piano)
- George Lloyd. Albany Reocords 458

George Lloyd: Cello Concerto (Anthony Ross, cello)
George Lloyd: Orchestral Suite No. 1 from "The Serf"
- Gould & Harris. Albany Records 515

Roy Harris: Symphony No. 2
Morton Gould: Symphony No. 3
- William Schuman. Albany Records 566

William Schuman: Credendum
William Schuman: Concerto for Piano and Orchestra (John McCabe, piano)
William Schuman: Symphony No. 4
- Lopatnikoff, Helps, Thomson & Kurka. Albany Records 591

Nikolai Lopatnikoff: Festival Overture
Robert Helps: Concerto No. 2 for Piano & Orchestra (Alan Feinberg, piano)
Virgil Thomson: Filling Station (complete ballet)
Robert Kurka: Symphony No. 2, Op. 24
- Morton Gould Symphony No. 2. Albany Records 605

Steven Stucky: Son et Lumiere
Gabriel Ian Gould: Watercolors (Robert Sheena, English horn)
John Harbison: Cello Concerto (David Finckel, cello)
Morton Gould: Symphony No. 2, "On Marching Tunes"
- Vincent Persichetti. Albany Records 771
- Torke: Strawberry Fields. Ecstatic Records 92208

Michael Torke: Strawberry Fields
Michael Torke: Pentecost for soprano and orchestra  (Margaret Lloyd, soprano)